# Аргимбаев, Берик Садвакасович
Берик Садвакасович Аргимбаев (15 января 1957, Караганда, Казахская ССР, СССР) — советский и казахстанский футболист, нападающий и тренер.

## Карьера игрока
Играть в футбол начал в Алма-Ате, в футбольной школе АДК. Первый тренер — Георгий Козелько. Первым профессиональным клубом был никольский «Горняк». Основная часть карьеры Аргимбаева связана с карагандинским «Шахтером» и талды-курганским «Жетысу». По сезону и менее он сыграл в «Тракторе» из Павлодара и «Мелиораторе» из Чимкента. Несколько раз приглашался в ведущую команду республики — алма-атинский «Кайрат», но в основном составе не закреплялся. После распада СССР и общесоюзного чемпионата один сезон играл в малайзийском клубе «Пермин», боровшемся за выход в высшую лигу чемпионата Малайзии. Вернувшись на родину, ещё два сезона играл за «Достык» из города Алма-Ата и туркестанский клуб «Яссы». В 1994 году завершил игровую карьеру.

## Карьера тренера
В 1996 году по приглашению Евгения Нама переехал в Талдыкорган, где тренировал «Жетысу». Несколько лет тренировал алматинские клубы. В 2006 году вернулся в «Жетысу» и вывел клуб в высший дивизион. В 2009 году работал с дублем «Локомотива» из Астаны. С 2010 года до расформирования клуба в 2013 году — главный тренер «Иле-Саулет», приводил команду к победе (2012) и бронзовым наградам (2011) первой лиги.

## Достижения

### В качестве игрока
- В 1980 году в составе «Трактора» выиграл чемпионат СССР (2 лига, 9 зона). Выиграв стыковые матчи, клуб получил путевку в 1 лигу чемпионата СССР.
- В 1981 году в составе «Шахтера» выиграл малые серебряные медали чемпионата СССР (2 лига, 8 зона).
- В 1982 году в составе «Шахтера» выиграл чемпионат чемпионата СССР (2 лига, 8 зона).
- В 1983 году в составе «Кайрата» выиграл чемпионат СССР (1 лига) и получил путевку в высшую лигу чемпионата СССР.
- В 1983 году в составе «Шахтера» выиграл малые серебряные медали чемпионата СССР (2 лига, 8 зона).
- В 1984 году в составе «Шахтера» выиграл малые серебряные медали чемпионата СССР (2 лига, 8 зона).

### В качестве тренера
- В 2006 году «Жетысу» завоевал малые золотые медали чемпионата Казахстана
- В 2011 году «Иле-Саулет» завоевал малые бронзовые медали чемпионата Казахстана

## Личная жизнь
Женат. Сын Айдар (род. 1986) — футболист, также есть дочь.